# 格洛里亞碼頭

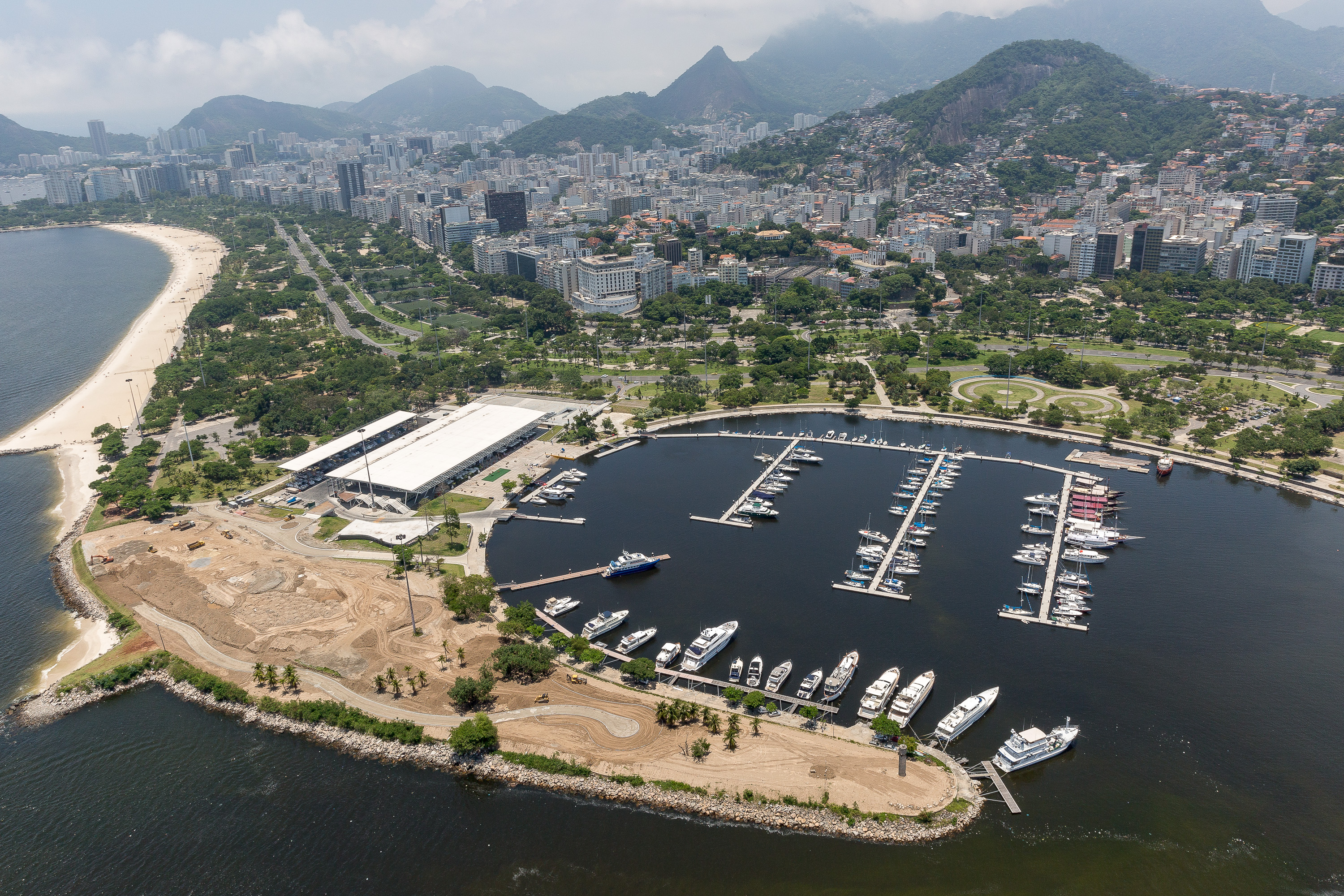
格洛里亞碼頭

格洛里亞碼頭（葡萄牙語：Marina da Glória）是一個位於巴西里約熱內盧格洛里亞附近的碼頭。此處曾舉辦過2014年世界盃外圍賽的抽籤儀式。

## 2016年夏季奧林匹克運動會
此處是2016年夏季奧林匹克運動會和2016年夏季帕拉林匹克運動會的比賽場館之一。奧運會的帆船賽事及帕運會的帆船比賽皆於此舉行。